# Daewoo Espero
Daewoo Espero je automobil, který vyráběla jihokorejská automobilka Daewoo v letech 1990 - 1997. Design navrhovalo studio Bertone, díky tomu je Espero velice podobné Citroënu Xantia, který navrhovalo také Bertone. V roce 1997 ho nahradil model Daewoo Leganza. V některých španělsky mluvících zemích se Espero jmenovalo Aranos protože ve španělštině Espero znamená čekám.

## Galerie

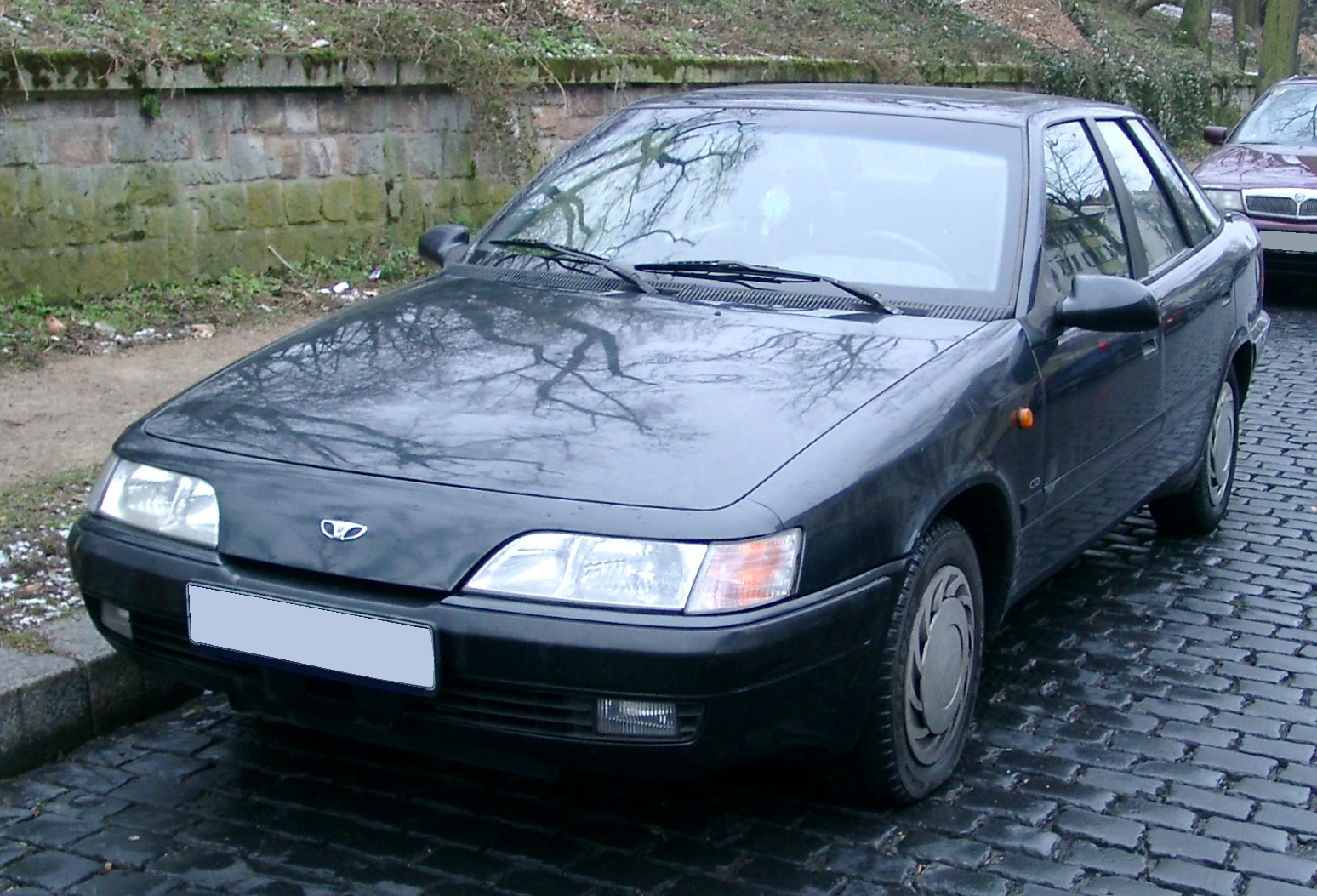
Pohled na Daewoo Espero zepředu
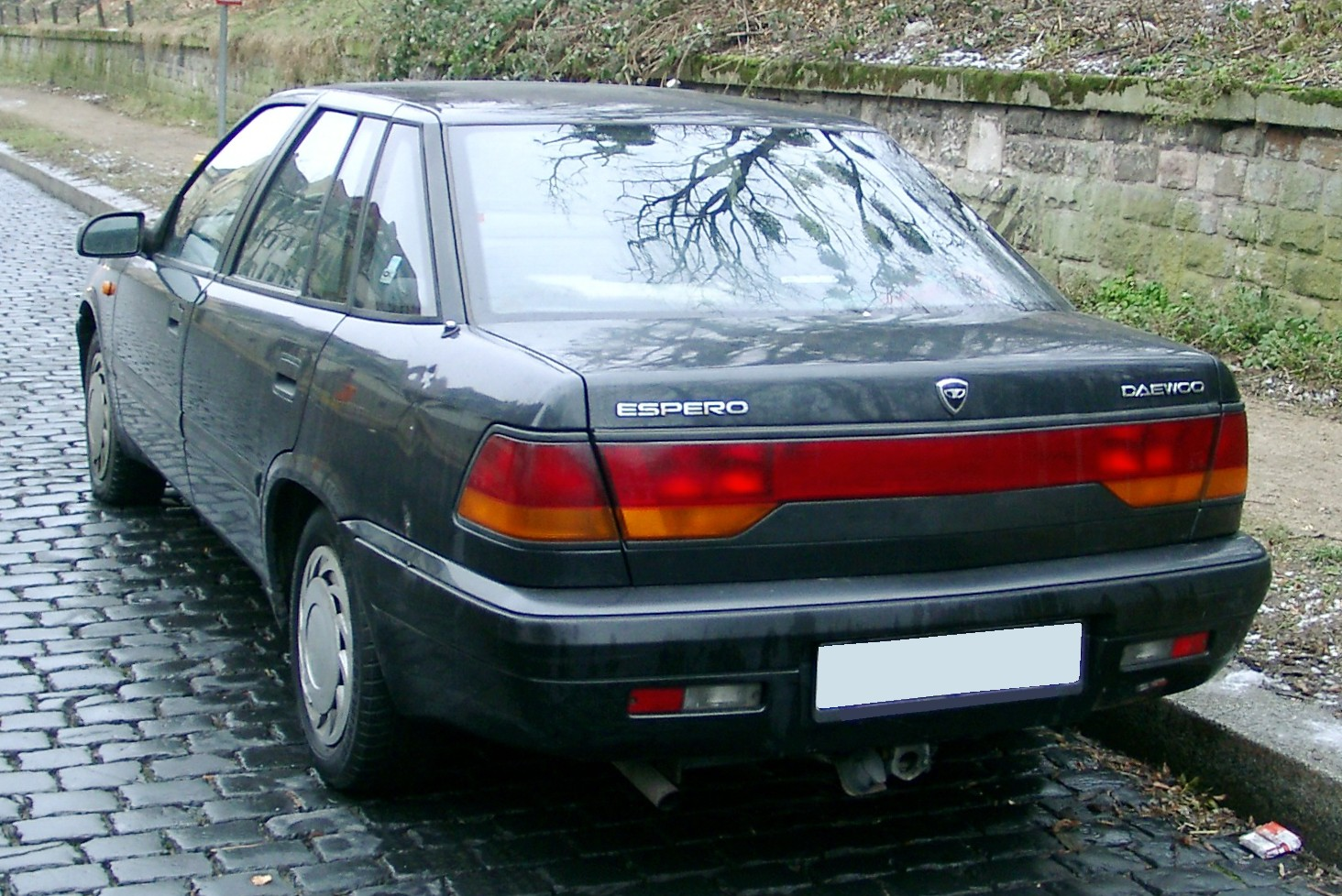
Pohled na Daewoo Espero zezadu